# Шеврон (авиастроение)
В аэрокосмической индустрии шевронами называются пилообразные задние кромки гондол и сопел некоторых реактивных двигателей, которые используются для снижения уровня шума. Принцип их работы заключается в том, что при смешивании горячего воздуха из турбины высокого давления с холодным воздухом турбины низкого давления шевроны служат для сглаживания перемешивания, что способствует уменьшению шума из-за возникновения турбулентности. Примерами таких двигателей являются GE GEnx (англ.), Rolls-Royce Trent 1000 (англ.), ПД-14 и Д-18Т серий 3, 4.